# Capoeiras (kommun)
Capoeiras är en kommun i Brasilien.   Den ligger i delstaten Pernambuco, i den östra delen av landet, 1 500 km nordost om huvudstaden Brasília. Antalet invånare är 19 593.
Följande samhällen finns i Capoeiras:
- Capoeiras

Omgivningarna runt Capoeiras är huvudsakligen savann. Runt Capoeiras är det ganska tätbefolkat, med 70 invånare per kvadratkilometer.